# Phil Morris

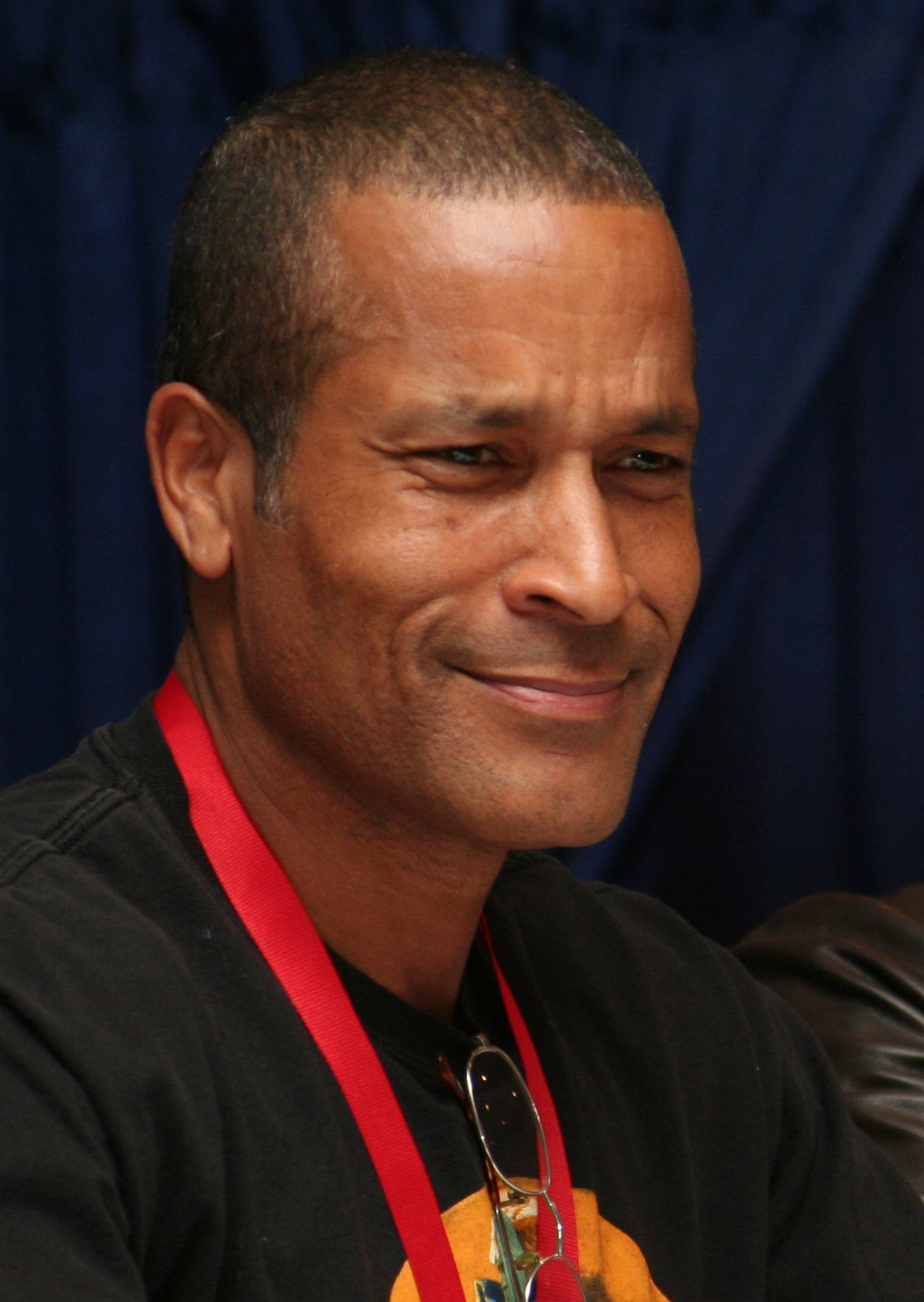
Phil Morris

Phil Morris (* 4. April 1959 in Iowa City, Iowa) ist ein US-amerikanischer Schauspieler.

## Leben
Phil Morris ist der Sohn von Greg Morris, der in der Fernsehserie Kobra, übernehmen Sie mitwirkte. Morris trat in die Fußstapfen seines Vaters und spielte in der Neuauflage In geheimer Mission in den späten 1980ern mit. In Love Boat – Auf zu neuen Ufern, einer weiteren kurzlebigen Serien-Neuauflage, spielte er von 1998 bis 1999 den Zahlmeister. Erfolgreicher war seine wiederkehrende Rolle als Rechtsanwalt Jackie Chiles in der Comedyserie Seinfeld.
Seine schauspielerische Karriere begann bereits 1966, als er eine Kinderrolle in der Serie Raumschiff Enterprise übernahm. Auch sein Kinodebüt gab er in einem Star-Trek-Film, Star Trek III: Auf der Suche nach Mr. Spock.
Phil Morris ist seit 1983 mit Carla Gittelson verheiratet, mit der er zwei Kinder hat.

## Filmografie (Auswahl)
- 1966: Raumschiff Enterprise (Star Trek, Folge Miri, ein Kleinling)
- 1983: Hart aber herzlich (Hart to Hart, Fernsehserie, Folge 4x11 Herausforderung im Dschungel)
- 1984: Star Trek III: Auf der Suche nach Mr. Spock (Star Trek III: The Search for Spock)
- 1988: Cheers (Episode 6x23)
- 1988–1989: In geheimer Mission (Mission Impossible)
- 1995: Tough and Deadly
- 1995–1997: Diagnose: Mord (Fernsehserie, zwei Episoden)
- 1996–1997: Star Trek: Deep Space Nine (Fernsehserie, 2 Folgen)
- 1997: Dark Planet
- 1997: Legal Deceit
- 1997: JAG – Im Auftrag der Ehre (Fernsehserie, Episode 02x11)
- 1998: Clay Pigeons
- 1998: Teufel im Blut (Devil in the Flesh)
- 1999: Star Trek: Raumschiff Voyager (Star Trek: Voyager, Fernsehserie, Episode 6x08)
- 2000: 3 Strikes
- 2001: Atlantis – Das Geheimnis der verlorenen Stadt (Atlantis: The Lost Empire, Synchronstimme)
- 2006–2010: Smallville (Fernsehserie, 11 Folgen)
- 2006: Navy CIS (NCIS, Fernsehserie, Staffel 3, Folge 13)
- 2007: CSI: Miami
- 2007: Underdog – Unbesiegt weil er fliegt (Underdog)
- 2008: Meine Frau, die Spartaner und ich (Meet the Spartans)
- 2008–2009: Terminator: The Sarah Connor Chronicles (Fernsehserie, 3 Folgen)
- 2009: Black Dynamite
- 2010–2011: Shake It Up – Tanzen ist alles (Shake It Up; Fernsehserie, 3 Folgen)
- 2014–2016: Baby Daddy (Fernsehserie, 3 Folgen)
- 2015: Das Leben und Riley (Girl Meets World, Fernsehserie, 1 Folge)
- 2015–2016: Kirby Buckets (Fernsehserie, 2 Folgen)
- 2016: Black-ish (Fernsehserie, 1 Folge)
- 2016: Pure Genius (Fernsehserie, 1 Folge)
- 2016: Fuller House (Fernsehserie, 1 Folge)
- 2017: Powerless (Fernsehserie, 1 Folge)
- 2017: Navy CIS: L.A. (NCIS: Los Angeles, Fernsehserie, 1 Folge)
- 2018: Angie Tribeca
- 2019: Doom Patrol (Fernsehserie, 19 Folgen)
- 2022: Bosch: Legacy (Fernsehserie)